# ماونت اولیو، شهرستان پوینست، آرکانزاس
ماونت اولیو (به انگلیسی: Mount Olive) یک منطقهٔ مسکونی در ایالات متحده آمریکا است که در شهرستان پوینست، آرکانزاس واقع شده‌است. ماونت اولیو ۶۶٫۱۴ متر بالاتر از سطح دریا واقع شده‌است.